# Championnats d'Afrique de pétanque 2009
Navigation
Édition précédente Édition suivante
Les championnats d'Afrique de pétanque, dont c'est 2e édition, se déroulent à Tunis, en Tunisie, du 19 au 22 novembre 2009,.
Quinze pays participent à la compétition qualificative pour les championnats du monde de pétanque 2010 : la Tunisie, l'Algérie, le Maroc, la Mauritanie, la Libye, Maurice, Madagascar, Djibouti, les Seychelles, le Sénégal, la Guinée, le Mali, le Bénin, la Côte d'Ivoire et le Cameroun,,,.

## Podiums
| Épreuve                 | Or                                                                                  | Argent                                                              | Bronze |
| ----------------------- | ----------------------------------------------------------------------------------- | ------------------------------------------------------------------- | --- |
| Triplette senior ,      | Madagascar- Patrick Ramaminirina - Tiana Razanadrakoto - Jean Marson Ratolojanahary | Tunisie- El Arbi Taïeb - Nizar Euchi - Khaled Bougriba - Habib Daly | Algérie- Salim Rezoug - Mohamed Menemeche - Rabie Saoudi - Saadi Metassi Sénégal- Weuz Diack - Bouba Diouf - François N'Diaye - Lidy Ndiaye |
| Tir de précision senior | Abdessamad Elmenkari                                                                | Said Kadir                                                          | Boubakar Traoré Sangaré Nouhoum |